# Dīmītrios Golemīs
Dīmītrios Golemīs (in greco Δημήτριος Γολέμης?; Leucade, 15 novembre 1874 – 9 gennaio 1941) è stato un mezzofondista greco.

## Biografia
Partecipò alle gare di atletica leggera delle prime Olimpiadi moderne che si svolsero ad Atene nel 1896, negli 800 metri, dove arrivò terzo correndo in 2'28"0, e nei 1500 m, finendo al sesto posto.

## Palmarès
| Anno | Manifestazione  | Sede  | Evento      | Risultato | Prestazione | Note |
| ---- | --------------- | ----- | ----------- | --------- | ----------- | ---- |
| 1896 | Giochi olimpici | Atene | 800 metri   | Bronzo    | 2'28"0      |      |
| 1896 | Giochi olimpici | Atene | 1 500 metri | 6º        | n/d         |      |